# خاورکاج‌ها
خاورکاج‌ها (نام علمی: Keteleeria) نام یک سرده از تیره کاجیان است.